# Deebing Heights
Deebing Heights is een plaats in de Australische deelstaat Queensland. Deze plaats telt 2039 inwoners (2016).